# Acer morifolium
Acer morifolium é uma espécie de árvore do gênero Acer, pertencente à família Aceraceae.